# هيرده
هيرده Heerde  هي مدينة وبلدية بمقاطعة خيلدرلند، هولندا.

## طوبوغرافيا
خريطة طوبوغرافية هولندية لبلدية هيرده، يونيو 2015، (تقرأ بعد ثلاث نقرات على الخريطة).

## توأمة
لهيرده اتفاقيات توأمة مع:
- بالفه

## أعلام
- جاكو التينغ